# Triumph Speed 400
La Speed 400 est un modèle de moto de la marque britannique Triumph. Elle est présentée en juillet 2023 et commercialisée, en France, à partir du mois de janvier 2024. Ce lancement est également accompagné par celui du modèle, typé "tous chemins", la Scrambler 400 X.
Le 17 septembre 2024, Triumph Inde annonce deux nouvelles déclinaisons de la Speed 400 :
- la Speed 400 MY25[3],
- la Speed T4[4].

Le 6 août 2025,  la division indienne annonce un nouveau modèle, basé sur la speed 400 : la Thruxton 400

## Conception
Ce roadster de la catégorie "Moderne classique", dessiné et conçu au siège de la marque à Hinckley (Royaume-Uni), est issu du partenariat (en 2017) entre Triumph et le constructeur indien Bajaj Auto.
La Speed 400 est ainsi assemblée dans l'usine Bajaj Auto située à Chakan dans le district de Pune (état du Maharashtra).

## Coloris
Les coloris disponibles sont :
- Carnival Red / Storm Grey
- Caspian Blue / Storm Grey
- Phantom Black / Storm Grey
- Pearl Metallic white / Phantom black (juillet 2025)

## Caractéristiques
La Speed 400 inaugure la nouvelle plateforme moteur "TR series" (TR pour Trophy qui évoque, plus particulièrement, les participations des machines de la marque aux compétitions tout-terrain du Concours international des six jours d'enduro).
Ce moteur arbore une finition noire résistante (peinture en poudre) avec une culasse à ailettes usinées (pour un rappel esthétique aux moteurs à refroidissement à air), Il répond à la norme européenne d'émissions Euro 5 et sa puissance maximale de 40 ch (à 8 000 tr/min) lui permet d’être accessible aux détenteurs du permis moto catégorie A2. Il est alimenté par un système d’injection électronique EFI Bosch et contrôlé par une poignée d'accélérateur électronique (sans câble type "ride by wire").
La moto dispose :
- d'un tableau de bord comprenant un compteur de vitesse (analogique) avec un écran additionnel (à cristaux liquides). On retrouve sur cet écran : un compteur kilométrique (+2 compteurs partiels), un compte-tours gradué, une jauge à carburant, un témoin de rapport de vitesse engagée, une indication de déploiement de la béquille latérale, une indication de l’heure. A noter également la présence d'un port USB-C sur le côté droit.
- d’un embrayage assisté d'un système anti-dribble,
- d'un système d'antipatinage désactivable (traction control),
- de l'ABS (double canal),
- d'un système d'échappement en acier inoxydable brossé
- d'étriers de frein de marque "ByBre - By Brembo"[8],
- d'une fourche inversée anodisée dorée (BDF - big piston fork),
- d'un mono-amortisseur arrière avec réservoir externe (précharge réglable à l'aide d'une clef),
- de jantes en aluminium coulé à 5 branches dédoublées (pneus Metzeler Sportec M9RR),
- d'un bras oscillant également en aluminium coulé,
- de feux DEL
- d'une selle biplace avec une poignée de maintien à l'arrière.